# كارول تشاو
كارول تشاو (بالإنجليزية: Carol Zhao)‏ مواليد 20 يونيو 1995 في بكين، هي لاعبة كرة مضرب كندية تلعب باليد اليمنى وتحتل حالياً المرتبة رقم. 323 (مارس 21, 2016) في تصنيف رابطة محترفات كرة المضرب. هي إحدى بطلات الجراند سلام. أعلى تصنيف لها في الفردي كان المركز الـ 247 في سنة 2015. أعلى تصنيف لها في الزوجي كان المركز الـ 168 في سنة 2016.

## الميداليات
| الميدالية | المسابقة                    |
| --------- | --------------------------- |
| ذهبية     | دورة الألعاب الأمريكية 2015 |

## روابط خارجية
- كارول تشاو على موقع رابطة محترفات التنس (الإنجليزية)
- كارول تشاو على موقع الاتحاد الدولي لكرة المضرب (الإنجليزية)
- كارول تشاو على موقع كأس بيلي جين كينغ (الإنجليزية)
- كارول تشاو على موقع خلاصة التنس.كوم (الإنجليزية)
- كارول تشاو على موقع إي إس بي إن.كوم (الإنجليزية)
- كارول تشاو على موقع اللجنة الأولمبية الكندية (الإنجليزية)